# سالا بولونييزي
سالا بولونييزي (بالإيطالية: Sala Bolognese)‏ هي بلدية في مقاطعة بولونيا في إقليم إميليا رومانيا الإيطالي.

## السكان
في سنة 1861 بلغ عدد السكان 3٬498 نسمة، وتطور العدد ليصل في سنة 2011 لـ 8٬245 نسمة.
يظهر هذا المخطط البياني تطور النمو السكاني لـ سالا بولونييزي